# Charles Giblyn
Charles Giblyn (Watertown, Nueva York, 6 de septiembre de 1871 – 14 de marzo de 1934) fue un director y actor cinematográfico estadounidense activo durante la época del cine mudo.

## Biografía
Empezó en el cine dirigiendo en 1912 An Indian Legend, un western de Broncho Film Company protagonizado por Grace Cunard y Francis Ford. En total dirigió 98 filmes desde 1912 a 1927, y actuó en 26 entre 1914 y 1934, escribiendo el guion de 7. Su última película como actor, This Side of Heaven, se estrenó el 2 de febrero de 1934, un mes y medio después de su muerte, ocurrida en Los Ángeles, California. Fue enterrado en el Cementerio Hollywood Forever de Hollywood.
Giblyn había sido uno de los fundadores de la Motion Picture Directors Association. En 2014 la Filmoteca de Navarra localizó la única copia existente de uno de sus filmes como director, The Price of a Party ("Las deudas se pagan").

## Filmografía completa

### Director

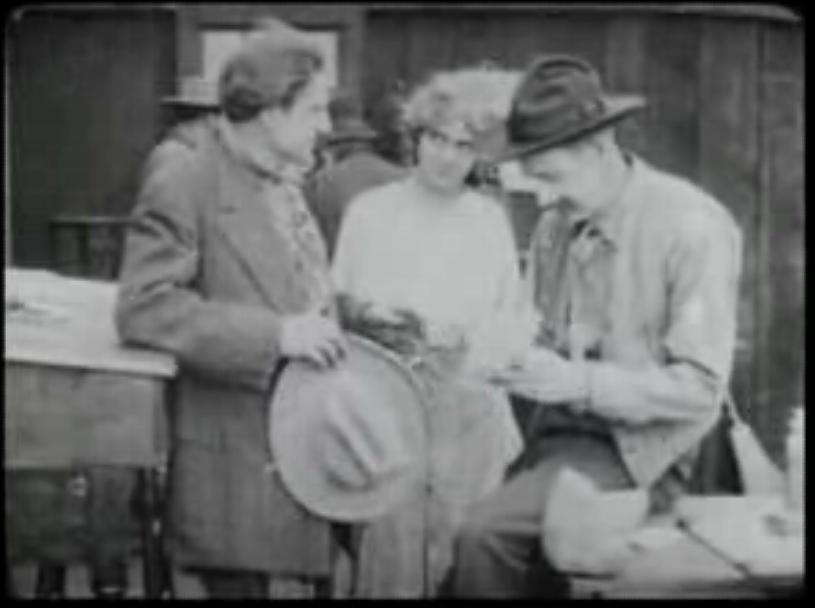
Fotograma de By the Sun's Rays.

| - An Indian Legend (1912) - The Vengeance of Fate (1912) - His Squaw (1912) - A Bluegrass Romance (1913) - The Sharpshooter (1913) - The Lost Dispatch (1913) - The Sinews of War (1913) - On Fortune's Wheel (1913) - The Way of a Mother (1913) - A Slave's Devotion (1913) - The Battle of Gettysburg, codirigida por Thomas H. Ince (1913) - The Transgressor (1913) - The Seal of Silence (1913) - Old Mammy's Secret Code (1913) - Banzai (1913) - The Green Shadow (1913) - The Bondsman (1913) - The Judge's Son (1913) - The Greenhorn (1913) - Exoneration (1913) - God of Chance (1913) - The Bully (1913) - The Judgment (1913) - The Sign of the Snake (1913) - The Curse (1913) - Her Father's Story (1913) - The Woman (1913) - Prince (1914) - Heart of a Woman (1914) - The Mystery Lady (1914) - Yellow Flame (1914) - The Trap (1914) - The Silent Messenger (1914) - Thieves (1914) - The Silent Witness codirigida con Thomas H. Ince (1914) - Heart Strings (1914) - The Voice at the Telephone (1914) - The Brand of Cain (1914) - By the Sun's Rays (1914) - The Oubliette (1914) - Red Mask (1914) - The Higher Law (1914) - Monsieur Bluebeard (1914) - Ninety Black Boxes (1914) | - At His Own Terms (1915) - No. 329 (1915) - The Cameo Ring (1915) - Putting One Over (1915) - A Wild Irish Rose (1915) - The Whirling Disk (1915) - The Fear Within (1915) - The Faith of Her Fathers (1915) - The Dancer (1915) - The Nightmare of a Movie Fan (1915) - In His Mind's Eye (1915) - Jane's Declaration of Independence (1915) - The People of the Pit (1915) - The Flight of a Night Bird (1915) - A Fiery Introduction (1915) - Extravagance (1915) - The Deceivers (1915) - Her Three Mothers (1915) - Peggy (1916) - Civilization's Child (1916) - Not My Sister (1916) - The Sorrows of Love (1916) - The Phantom (1916) - A Dead Yesterday (1916) - Honor Thy Name (1916) - The Vagabond Prince (1916) - Somewhere in France (1916) - The Price She Paid (1917) - Scandal (1917) - The Honeymoon (1917) - The Studio Girl (1918) - Sunshine Nan (1918) - Let's Get a Divorce (1918) - The Lesson (1918) - Peck's Bad Girl (1918) - Just for Tonight (1918) - A Perfect 36 (1918) - Upstairs and Down (1919) - The Spite Bride (1919) - Black Is White (1920) - The Dark Mirror (1920) - The Tiger's Cub (1920) - The Thief (1920) - The Mountain Woman (1921) - Know Your Men (1921) - Singing River (1921) - A Woman's Woman (1922) - The Hypocrites (1923) - Loyal Lives (1923) - The Leavenworth Case (1923) - The Price of a Party (1924) - The Adventurous Sex (1925) - Ladies Beware (1927) |

### Actor
| - The Silent Messenger, de Charles Giblyn (1914) - The Dancer, de Charles Giblyn (1915) - The Nightmare of a Movie Fan, de Charles Giblyn (1915) - The Deceivers, de Charles Giblyn (1915) - Her Wild Oat, de Marshall Neilan (1927) - The Wright Idea, de Charles Hines (1928) - The Mysterious Dr. Fu Manchu, de Rowland V. Lee (1929) - Woman Trap, de William A. Wellman (1929) - Party Girl, de Victor Halperin (1930) - The Girl Said No, de Sam Wood (1930) - Alias French Gertie, de George Archainbaud (1930) - Playboy of Paris, de Ludwig Berger (1930) - Only Saps Work, de Cyril Gardner y Edwin H. Knopf (1930) | - Mala hermana, de Hobart Henley (1931) - The Secret Six, de George W. Hill (1931) - Five and Ten, de Robert Z. Leonard (1931) - Maid to Order, de Elmer Clifton (1931) - Prosperity, de Sam Wood (1932) - Afraid to Talk, de Edward L. Cahn (1932) - What! No Beer?, de Edward Sedgwick (1933) - Laughing at Life, de Ford Beebe (1933) - Tugboat Annie, de Mervyn LeRoy (1933) - Let's Fall in Love, de David Burton (1933) - Sons of the Desert, de William A. Seiter (1933) - This Side of Heaven, de William K. Howard (1934) |

### Guionista
| - The Brand of Cain, de Charles Giblyn (1914) - The Cameo Ring, de Charles Giblyn (1915) - Jane's Declaration of Independence, de Charles Giblyn (1915) - Her Three Mothers, de Charles Giblyn (1915) | - The Price She Paid, de Charles Giblyn (1917) - Scandal, de Charles Giblyn (1917) - The Lesson, de Charles Giblyn (1918) |